# Rhinophis phillipsi
Rhinophis phillipsi är en ormart som beskrevs av Nicholls 1929. Rhinophis phillipsi ingår i släktet Rhinophis och familjen sköldsvansormar. Inga underarter finns listade i Catalogue of Life.
Arten förekommer på Sri Lanka. Honor lägger inga ägg utan föder levande ungar.